# أحمد ضياء الدين
أحمد ضياء الدين (29 فبراير عام 1912 - 23 مارس عام 1976) هوَ رسام ومُخرج سينمائي مَصري.

## حياته ونشأته
ولداحمد ضياء الدين في 29 فبراير عام 1912 بالقاهرة، درس فن التصوير في معهد ليوناردو دافنشي وعمل رساما واتجه الي السينما في الأربعينيات من القرن الماضي ليعمل مساعدا للاخراج من خلال جمعية انصار التمثيل والسينما.

## مسيرته
- كانت بدايته مع المخرج محمد كريم الذي عمل معه في جميع أفلامه وكان أول أفلامه «من غير وداع» عام 1951 بطولة مديحة يسري وعماد حمدي وعقيلة راتب.[5]

- تخصص ضياء في إخراج هذه النوعية من الأفلام من النوع الرومانسي الاجتماعي وقد وتميز فيها تميزا واضحا واصبح يشكل مدرسة سينمائية قائمة بذاتها في هذا المضمار.[6]
- أطلق النقاد علي مرحلة في حياة ضياء السينمائية مرحلة ماجدة. نظرا لاخراجه عدد كبير جدا من الأفلام للفنانة ماجدة خلال الفترة من سنة 1954 الي سنة 1960.[7]

ومن أهم هذه الأفلام:
- «أين عمري»
- «أرضنا الخضراء»
- «المراهقات»
- «مع الأيام»
- «دعونى اعيش»

وقد نال ضياء عن هذه الأفلام تحديدا عدة جوائز وشهادات تقدير لتميزه الشديد في إخراجها ولطرحه قضايا اجتماعية خطيرة وعرضها باسلوب سينمائي جذاب وشيق بعيدا عن الشعارات والجمود.

### مرحلة ما بعد ماجدة[9]
وبعد مرحلة ماجدة بدات مرحلة سينمائية جديدة في حياته اعتمد خلالها علي بطلات وابطال جدد مثل نادية لطفي وسعاد حسني وسميرة أحمد وشويكار ومديحة كامل ثم جاءت مرحلة نجلاء فتحي ونيللي وسهير رمزي وغيرهن.
ومن أهم أفلام ضياء في مرحلة ما بعد ماجدة:
- «مذكرات تلميذة»
- «من غير ميعاد»
- «وفاء للأبد»
- «فتاة شاذة»
- «سكون العاصفة»
- «هل أنا مجنونة»
- «مدرس خصوصي»
- «كلهم اولادي»
- «الأصدقاء الثلاثة»
- «الست الناظرة»
- «بيت الطالبات»

وكعادته طرح ضياء في تلك الأعمال مشاكل وقضايا المراهقات والمراهقين باسلوبه الرومانسي الساحر والجذاب.

#### حقبة السبعينيات
وفي حقبة السبعينيات اندمج ضياء سريعا مع متطلبات هذه الحقبة وواكب التطورات الهائلة التي طرأت علي صناعة وفن السينما في تلك الفترة - وبدا ذلك جليا في الأفلام التي اخرجها آنذاك ومنها:
- «المرايا»
- «ثم تشرق الشمس»
- «من البيت للمدرسة»
- «الرغبة»
- «الضياع»
- «لقاء هناك»
- «عاشق الروح»
- «الدموع في عيون ضاحكة»

## وفاته
وفي 23 مارس عام 1976 رحل المخرج الكبير احمد ضياء الدين أثر أزمة قلبية حادة بعد مشوار سينمائي حافل بالأفلام المهمة في تاريخ السينما المصرية.

## روابط خارجية
- أحمد ضياء الدين على موقع IMDb (الإنجليزية)
- أحمد ضياء الدين على موقع الدهليز
- أحمد ضياء الدين على موقع قاعدة بيانات الأفلام العربية
- أحمد ضياء الدين على موقع أول موفي (الإنجليزية)
- أحمد ضياء الدين على موقع قاعدة بيانات الفيلم (الإنجليزية)
- أحمد ضياء الدين على موقع كينوبويسك (الروسية)